# Sara Casal de Quirós

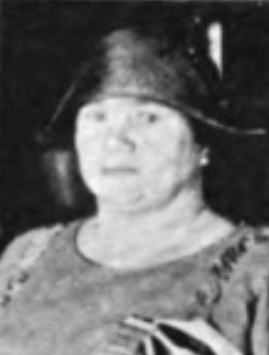
Sara Casal de Quirós

Sara Casal de Quirós (6 de septiembre de 1879 – 17 de noviembre de 1953) fue una profesora, escritora y trabajadora comunitaria costarricense. Fue pionera del movimiento por los derechos de las mujeres en Costa Rica y escribió el primer libro defendiendo los derechos de las mujeres en el país.

## Biografía

### Primeros años
Sara Casal Conejo nació el 6 de septiembre de 1879 en San José, Costa Rica, hija de Rafaela Conejo y Carlos Casal. Se casó con Teodoro Quirós Blanco (1876-1902), pero quedó viuda a los 23 años. De profesión, Casal fue instructora de costura.

### Activismo
Integrante de la sociedad benéfica Damas de San Vicente de Paul en 1913, Casal de Quirós trabajó con Ángela Acuña Braun, Ana Rosa Chacón y Marian Le Cappellain para fundar el programa «La Gota de Leche», que proporcionó leche a los niños desfavorecidos y enseñó a las mujeres sobre la lactancia materna y la nutrición adecuada. También fue secretaria de la Liga de Acción Social de Damas Católicas, y en 1921 trabajó con Amparo de Zeledón para traer a las Hermanas de Jesús Buen Pastor de León, Nicaragua y así atender a los internos del penal de mujeres. En 1922, Casal de Quirós y Acuña viajaron a los Estados Unidos para asistir a la Conferencia Panamericana de Mujeres organizada por la Liga Nacional de Mujeres Votantes en Baltimore, luego visitaron Boston y asistieron a la Conferencia Panamericana de Mujeres en la ciudad de Nueva York. [12]
```
En 1925, fundó el Consejo Nacional de Mujeres de Costa Rica
[
13
]
 y publicó 
El voto femenino
, el primer folleto en defensa de los derechos civiles y políticos de la mujer en Costa Rica. Se distribuyó ampliamente entre educadores, feministas y políticos, y fue objeto de constante discusión en la prensa.
[
14
]
 Abogó por un voto restringido para las mujeres, limitando la participación a aquellas que tenían educación o que tenían suficiente experiencia de vida como madres y viudas.
[
15
]
```

Casal de Quirós fue vocera en la defensa del derecho de voto de las mujeres, creyendo que las mujeres tenían una naturaleza moral que era crucial para dar forma a la sociedad. Junto con la liga, apoyó las leyes que prevén el cuidado de los niños abandonados, la eliminación de las escalas salariales discriminatorias para las mujeres y la emancipación política de las mujeres. A partir de 1924, la liga y sus partidarios introdujeron la legislación sobre el sufragio femenino en la legislatura de 1925, 1929, 1931, 1932, 1934 y 1939, aunque sin éxito. Publicó artículos en varios periódicos, como La Tribuna a lo largo de la década de 1920, y en abril de 1931 se convirtió en directora y editora en jefe de Revista costarricense, la cual dirigió hasta 1948, cuando la publicación dejó de producirse. La revista tenía como objetivo abordar una amplia gama de problemas de la mujer, desde la gestión del hogar hasta la educación, la higiene y el cuidado de los niños, las responsabilidades cívicas y el desarrollo moral y religioso de las mujeres y los niños.

### Muerte y legado
Casal de Quirós murió el 17 de noviembre de 1953 en el Hospital San Juan de Dios, en San José, Costa Rica, y fue enterrada en Carmen, Costa Rica al día siguiente. Junto con Acuña, Casal de Quirós es recordada como una de las líderes feministas de su época en Costa Rica.